# Lichenostomus fuscus
Lichenostomus fuscus é uma espécie de ave da família Meliphagidae.
É endémica da Austrália.
Os seus habitats naturais são: florestas secas tropicais ou subtropicais .